# Gunnar Norrman
Gunnar Vilhelm Axelsson Norrman, född 28 maj 1912 i Malmö, död 11 april 2005 i Lomma, var en svensk grafiker.

## Biografi
Gunnar Norrman utbildade sig i botanik, zoologi, kemi och genetik vid Lunds universitet och tog examen 1938. Som konstnär var han huvudsakligen självlärd  Han studerade 1941 två månader som extra elev vid Konsthögskolans grafikskola i Stockholm 1941 och debuterade 1934 i en utställning på Skånes konstförening i Malmö.
Han bodde större delen av sitt liv i Lomma och använde främst naturen på den skånska slätten och i omgivningen av Lomma som motiv. Han fick Prins Eugen-medaljen 1979.
Han genomförde ett 40-tal separatutställningar och är representerad på bland annat Göteborgs konstmuseum, Moderna museet i Stockholm, Metropolitan Museum of Art i New York och British Museum i London.
Han var gift med Ulla Norrman. De är begravda på Lomma gamla kyrkogård.